# Pochyta poissoni
Pochyta poissoni är en spindelart som beskrevs av Berland, Millot 1941. Pochyta poissoni ingår i släktet Pochyta och familjen hoppspindlar. Inga underarter finns listade i Catalogue of Life.